# David Prinosil
David Prinosil, né le 9 mars 1973 à Olomouc (Tchécoslovaquie), est un joueur de tennis allemand, professionnel sur le Circuit ATP de 1991 à 2004.

## Biographie

### Carrière sportive
Durant sa carrière professionnelle qui s'est achevée en juin 2004, il a gagné trois titres en simples (Newport en 1995, Ostrava en 1996 et Halle en 2000) et 10 en double sur le Circuit ATP.
En 1993, il atteint avec Marc-Kevin Goellner la finale du double messieurs à Roland-Garros, perdant face aux Américains Luke et Murphy Jensen. En 1996, toujours avec Goellner comme partenaire, il gagne la médaille de bronze en double aux Jeux olympiques d'Atlanta.
Il obtient ses meilleurs classements à l'ATP en 2001 : 28e en simple et 12e en double.
En Coupe Davis, il a surtout joué en double pour l'équipe d'Allemagne.

### Retraite
David Prinosil annonce qu'il met fin à sa carrière le 8 juin 2004, en marge du Tournoi de tennis de Halle et alors qu'il occupait la 174e place au classement technique de l'ATP.

## Parcours dans les tournois duGrand Chelem

### En simple
| Année | Open d'Australie | Open d'Australie | Internationaux de France | Internationaux de France | Wimbledon       | Wimbledon      | US Open         | US Open      |
| ----- | ---------------- | ---------------- | ------------------------ | ------------------------ | --------------- | -------------- | --------------- | ------------ |
| 1992  | —                | —                | 3e tour (1/16)           | J. Oncins                | —               | —              | —               | —            |
| 1993  | 2e tour (1/32)   | S. Edberg        | 2e tour (1/32)           | B. Gilbert               | 2e tour (1/32)  | H. Leconte     | 1er tour (1/64) | C. Pioline   |
| 1994  | 1er tour (1/64)  | J. Palmer        | 2e tour (1/32)           | R. Agenor                | 3e tour (1/16)  | A. Volkov      | —               | —            |
| 1995  | 3e tour (1/16)   | P. McEnroe       | 1er tour (1/64)          | M. Gustafsson            | 1er tour (1/64) | M.-K. Goellner | 1er tour (1/64) | J. Gimelstob |
| 1996  | 1er tour (1/64)  | D. Nargiso       | 1er tour (1/64)          | M. Chang                 | 1er tour (1/64) | W. Ferreira    | 2e tour (1/32)  | V. Spadea    |
| 1997  | 1er tour (1/64)  | F. Meligeni      | 1er tour (1/64)          | J. Knippschild           | —               | —              | 1er tour (1/64) | J. Tarango   |
| 1998  | 2e tour (1/32)   | À. Corretja      | 2e tour (1/32)           | M. Gustafsson            | 2e tour (1/32)  | J. Siemerink   | 1er tour (1/64) | F. Vicente   |
| 1999  | 1er tour (1/64)  | M. Safin         | 1er tour (1/64)          | G. Rusedski              | 2e tour (1/32)  | G. Kuerten     | 2e tour (1/32)  | G. Rusedski  |
| 2000  | —                | —                | 1er tour (1/64)          | M. Hantschk              | 1/8 de finale   | A. Agassi      | 1er tour (1/64) | X. Malisse   |
| 2001  | 3e tour (1/16)   | A. Agassi        | 1er tour (1/64)          | L. Burgsmüller           | 3e tour (1/16)  | M. Safin       | 1er tour (1/64) | G. Bastl     |
| 2002  | —                | —                | —                        | —                        | —               | —              | —               | —            |
| 2003  | 1er tour (1/64)  | A. Costa         | —                        | —                        | —               | —              | —               | —            |

N.B. : à droite du résultat se trouve le nom de l'ultime adversaire.

### En double
| Année | Open d'Australie               | Open d'Australie          | Internationaux de France       | Internationaux de France     | Wimbledon                     | Wimbledon                | US Open                        | US Open                  |
| ----- | ------------------------------ | ------------------------- | ------------------------------ | ---------------------------- | ----------------------------- | ------------------------ | ------------------------------ | ------------------------ |
| 1992  | —                              | —                         | 2e tour (1/16) V. Flégl        | P. Korda J. Pugh             | —                             | —                        | —                              | —                        |
| 1993  | 1er tour (1/32) M.-K. Goellner | N. Borwick S. Youl        | Finale M.-K. Goellner          | L. Jensen M. Jensen          | —                             | —                        | 2e tour (1/16) M.-K. Goellner  | B. Pearce D. Randall     |
| 1994  | 1er tour (1/32) M. Bauer       | K. Flach R. Leach         | 1er tour (1/32) U. Riglewski   | M. Barnard B. Haygarth       | 2e tour (1/16) U. Riglewski   | W. Ferreira M. Stich     | —                              | —                        |
| 1995  | 2e tour (1/16) M.-K. Goellner  | J. Fitzgerald P. Rafter   | 2e tour (1/16) D. Rikl         | J. Fitzgerald A. Järryd      | 1/8 de finale O. Delaitre     | M. Knowles D. Nestor     | 2e tour (1/16) J. Winnink      | S. Cannon M. Tebbutt     |
| 1996  | 1/8 de finale M.-K. Goellner   | G. Forget J. Hlasek       | 1er tour (1/32) M.-K. Goellner | J. Grabb R. Reneberg         | 1er tour (1/32) D. Adams      | H. J. Davids C. Suk      | 1er tour (1/32) D. Vacek       | L. Bale G. Köves         |
| 1997  | 2e tour (1/16) M.-K. Goellner  | K. Kinnear C. Woodruff    | —                              | —                            | —                             | —                        | 1er tour (1/32) S. Groen       | L. Lobo J. Sánchez       |
| 1998  | 1/8 de finale M.-K. Goellner   | P. Galbraith B. Steven    | 2e tour (1/16) A. Olhovskiy    | J. Eltingh P. Haarhuis       | 2e tour (1/16) M.-K. Goellner | J.-L. de Jager R. Koenig | 1er tour (1/32) M.-K. Goellner | J.-L. de Jager R. Koenig |
| 1999  | 2e tour (1/16) M.-K. Goellner  | J. Björkman P. Rafter     | 1/4 de finale D. Vacek         | G. Ivanišević J. Tarango     | 1er tour (1/32) D. Vacek      | B. MacPhie J. Tarango    | 1/2 finale A. Olhovskiy        | M. Bhupathi L. Paes      |
| 2000  | —                              | —                         | 2e tour (1/16) M. Bhupathi     | J. I. Carrasco J. Velasco Jr | 1/8 de finale M. Bhupathi     | R. Federer A. Kratzmann  | 1er tour (1/32) A. Olhovskiy   | J. Boutter F. Santoro    |
| 2001  | Finale B. Black                | J. Björkman T. Woodbridge | 1/8 de finale M. Mirnyi        | T. Cibulec L. Friedl         | 2e tour (1/16) C. Suk         | P. Albano L. Arnold Ker  | 1/8 de finale M. Damm          | D. Johnson J. Palmer     |
| 2002  | 1/4 de finale M. Damm          | M. Knowles D. Nestor      | 1/8 de finale D. Rikl          | B. Bryan M. Bryan            | 1/4 de finale D. Rikl         | M. Knowles D. Nestor     | 1/8 de finale R. Koenig        | D. Johnson J. Palmer     |
| 2003  | 1er tour (1/32) N. Zimonjić    | Y. Allegro R. Federer     | 1er tour (1/32) P. Pála        | M. Bertolini S. Prieto       | 2e tour (1/16) N. Kiefer      | L. Paes D. Rikl          | —                              | —                        |

N.B. : le nom du ou de la partenaire se trouve sous le résultat ; le nom des ultimes adversaires se trouve à droite.